# Paramount Benelux

Het logo van Paramount Network, een kanaal van Paramount Benelux

Paramount Benelux (voorheen ViacomCBS Networks International  Benelux) is in België (Vlaanderen en Wallonië), Luxemburg en Nederland actief met de merken Comedy Central,  MTV en Nickelodeon, en is onderdeel van Paramount International Networks, dat weer deel uitmaakt van Paramount Global, een van de grootste mediaconglomeraten ter wereld. Eerder was het ook actief met het merk TMF in Nederland en Vlaanderen.
Paramount Networks Benelux is marktleider op het gebied van muziek, kids en jongeren televisie in Nederland en Vlaanderen. Dagelijks ontvangen zo’n 7 miljoen huishoudens in Nederland en 2,3 miljoen huishoudens in Vlaanderen de Viacom zenders. Comedy Central is sinds 2017 de grootste themazender en nummer 4 in marktaandeel onder jongvolwassenen in de leeftijd van 18-34 jaar in Nederland. Nickelodeon is de marktleider onder de commerciële kidszenders in de leeftijd van 6-12 jaar (bron SKO). Verder is Paramount Networks Benelux actief met digitale zenders zoals Comedy Central Family, MTV Live, MTV 80s, MTV 90s, MTV 00s, Club MTV, MTV Hits en Nick Jr.. Sinds 14 juli 2006 zijn MTV en Nickelodeon ook in Wallonië actief met Franstalige versies.
Tot 16 februari 2007 was het hoofdkantoor van MTV Networks Benelux gevestigd in Bussum in het plaatselijk bekende Studio Concordia. Medio februari 2007 verhuisde het bedrijf naar de Mediawharf te Amsterdam-Noord. De opnames van het toenmalige TMF Vlaanderen gebeurden tot 2012 voornamelijk in het Eurocam Media Center te Lint, alwaar VIMN Belgium BVBA (vroeger MTV Networks Belgium BVBA) gevestigd was, de Belgische afdeling van Viacom International Media Networks Benelux. In november 2012 verhuisde VIMN Belgium naar de Ankerrui in Antwerpen.
Paramount Networks Benelux is momenteel onderdeel van Paramount Networks Northern Europe dat onderdeel is van Paramount Networks EMEAA. Tot Paramount Networks Northern Europe behoren de regio's Benelux dit cluster behoren de regio's Benelux, de Duitstalige regio (Duitsland, Oostenrijk & Zwitserland), Scandinavië, Estland, Letland, Litouwen, Hongarije, Noord-Macedonië, Roemenië, Polen, Oekraïne en Rusland.  De hoofdkantoren van dit cluster bevinden zich in Warschau en Londen met regionale kantoren in Amsterdam en Stockholm. Naast Paramount Networks Northern Europe maakt ook Paramount Networks Southern Europe (hoofdkantoor in Madrid) deel uit van Paramount Networks EMEAA.
Veel uitzendlicenties van Paramount Networks Benelux zijn ondergebracht in Tsjechië, terwijl die daarvoor veelal in Nederland waren ondergebracht. Hierdoor vallen veel zenders van Paramount Global niet meer onder het Nederlands toezicht.
Op commercieel vlak werkt Paramount Networks Benelux samen met Ad Alliance (RTL Nederland) voor de Nederlandse markt. In België met Transfer (The Walt Disney Company) voor MTV (Wallonië), Nickelodeon & Nick Jr. en Ads & Data (Mediahuis, Telenet/Play Media & Proximus) voor MTV (Vlaanderen) & Comedy Central (Vlaanderen).

## Nederland

### Televisie nationaal
- Comedy Central (HD)
- MTV (HD)
- Nickelodeon (HD)
  - Nick Music
  - Nick Jr.
  - Nick Toons
- Paramount Network (HD)

### Televisie internationaal
- MTV:
  - Club MTV
  - MTV Hits
  - MTV Live
  - MTV 80s
  - MTV 90s
  - MTV 00s

### Voormalige merken
- Comedy Central:
  - Comedy Central Family
  - Comedy Central Extra
- Nickelodeon:
  - Kindernet
  - TeenNick (HD)
- The Box
- TMF Nederland:
  - TMF Dance
  - TMF NL
  - TMF Pure
  - TMF Radio

- Spike Nederland

- MTV:
  - MTV Rocks

- VH1
  - VH1 Classic Europa

## Nederlandstalig België (Vlaanderen)

### Televisie Nationaal
- Comedy Central (HD)
- MTV (HD)
- Nickelodeon (HD)
  - Nick Jr.

### Televisie Internationaal
- MTV:
  - Club MTV
  - MTV Hits
  - MTV Live HD
  - MTV 80s
  - MTV 90s
  - MTV 00s
- Nickelodeon:
  - Nick Hits
  - Nick Toons
- BET:
  - BET France

### Voormalige merken
- Nickelodeon:
  - TeenNick (HD)
- TMF Vlaanderen:
  - TMF Dance
  - TMF Live HD
- Spike (HD)

## Franstalig België (Wallonië en Brussel)

### Televisie Nationaal
- MTV Belgique
- Nickelodeon Belgique:
  - Nick Jr. Belgique

### Televisie Internationaal
- MTV:
  - Club MTV
  - MTV Hits
  - MTV Live HD
  - MTV 80s
  - MTV 90s
  - MTV 00s
- BET France
- Game One
- Paramount Channel
- Comedy Central France

## Luxemburg
Er wordt in Luxemburg geen gebruik gemaakt van lokale Paramount Global-zenders. Meestal zijn dit Franse en Duitse varianten van de bekende merken als MTV en Nickelodeon. Ook wordt er gebruikgemaakt van Engelstalige kanalen, vooral bij het MTV merk.

### Televisie Internationaal
- Comedy Central (Duitsland)
- MTV:
  - Club MTV
  - MTV Global
  - MTV Hits
  - MTV 80s
  - MTV 90s
  - MTV 00s
- Nickelodeon:
  - Nick Jr.